# Vällsjön (Råda socken, Västergötland)
Vällsjön är en sjö i Härryda kommun i Västergötland och ingår i Göta älvs huvudavrinningsområde. Sjön är 4,5 meter djup, har en yta på 0,116 kvadratkilometer och befinner sig 54,4 meter över havet.

## Delavrinningsområde
Vällsjön ingår i det delavrinningsområde (639871-127809) som SMHI kallar för Utloppet av Rådasjön. Medelhöjden är 77 meter över havet och ytan är 14,92 kvadratkilometer. Räknas de 17 avrinningsområdena uppströms in blir den ackumulerade arean 199,2 kvadratkilometer. Gullbergsån (Mölndalsån) som avvattnar avrinningsområdet har biflödesordning 3, vilket innebär att vattnet flödar genom totalt 3 vattendrag innan det når havet efter 19 kilometer. Avrinningsområdet består mestadels av skog (40 %). Avrinningsområdet har 2,04 kvadratkilometer vattenytor vilket ger det en sjöprocent på 13,6 %. Bebyggelsen i området täcker en yta av 4,78 kvadratkilometer eller 32 % av avrinningsområdet.